# Urtica
Urtica L., 1753 è un genere di piante erbacee della famiglia delle Urticacee, diffuse in tutto il mondo nelle regioni temperate o nelle aree montane delle regioni tropicali.
La maggior parte delle specie possiede numerosi peli che, toccati, causano un forte prurito.
La specie più diffusa e conosciuta in Italia è l'ortica comune (Urtica dioica).

## Descrizione
Sono piante erbacee, raramente arbusti, con altezza tra 10 e 300 cm, annuali ma anche perenni, monoiche o dioiche, spesso con peli urticanti sul fusto e sulle foglie.
Le foglie sono opposte, dentate, con stipole libere o accoppiate. I fiori sono unisessuali, piccoli, di colore verde, violaceo o giallastro e sono raggruppati in false spighe lungo il fusto.
Le specie perenni, come U. dioica, possiedono solitamente dei rizomi sotterranei che si allargano con il tempo. Le ortiche sono piante nitrofile.

## Tassonomia
Il genere comprende le seguenti specie:
- Urtica ardens Link
- Urtica aspera Petrie

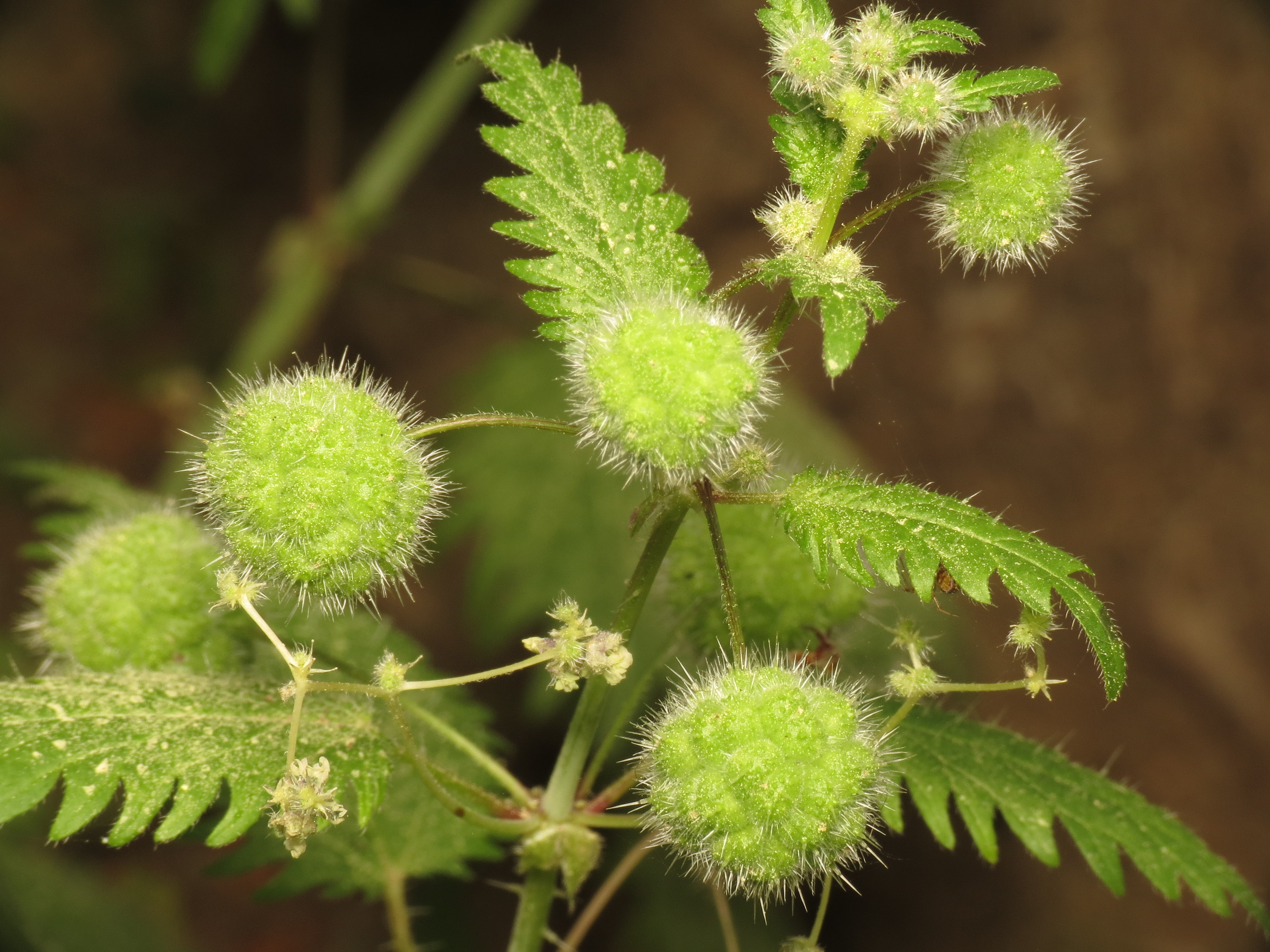
Ortica a campanelli (U. pilulifera)

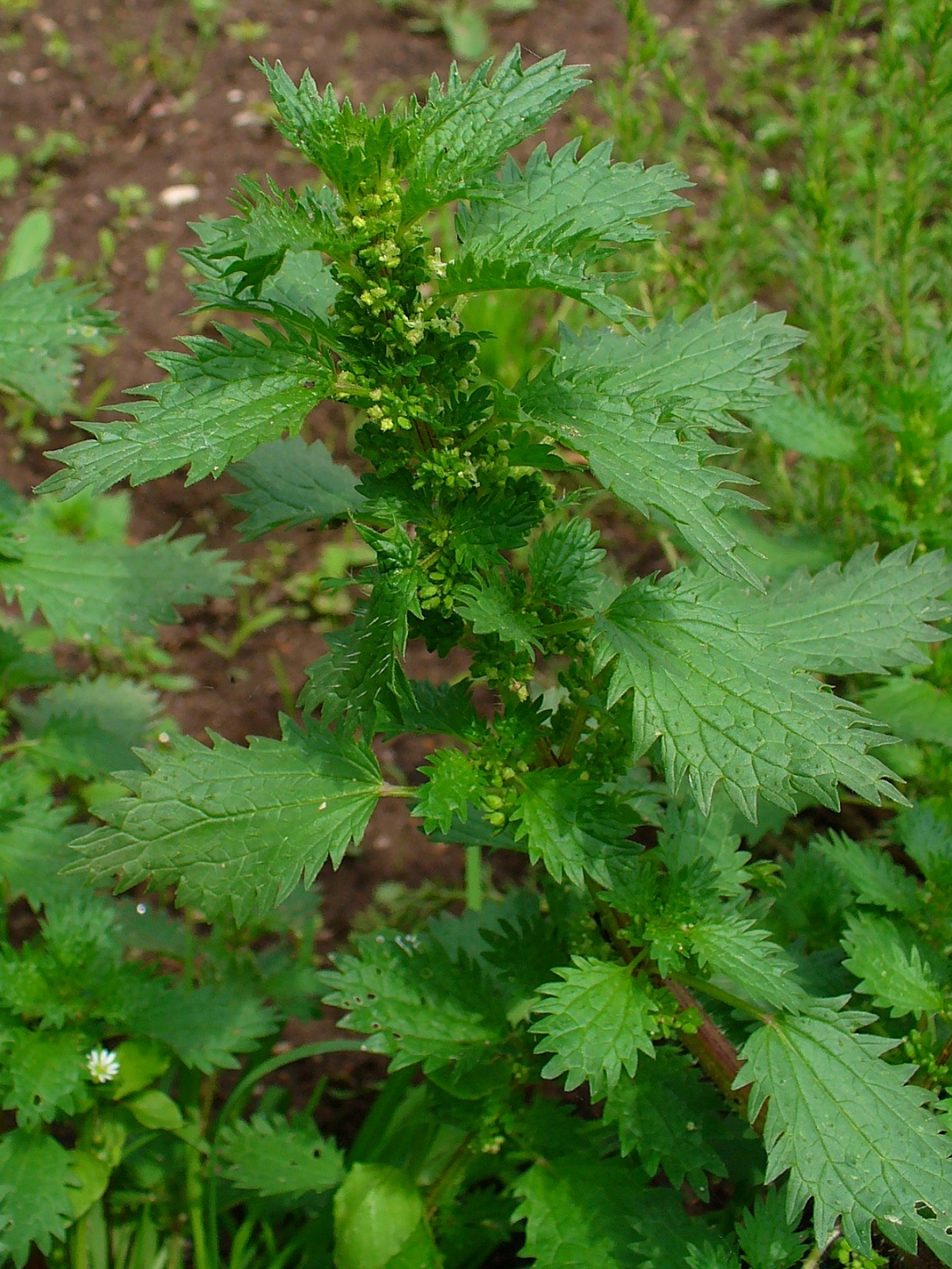
Ortica minore (U. urens)

- Urtica atrichocaulis (Hand.-Mazz.) C.J.Chen
- Urtica atrovirens Req. ex Loisel.
- Urtica australis Hook.f.
- Urtica ballotifolia Wedd.
- Urtica berteroana Phil.
- Urtica bianorii (Knoche) Paiva
- Urtica bullata Blume
- Urtica cannabina L.
- Urtica chamaedryoides Pursh
- Urtica chengkouensis W.T.Wang
- Urtica circularis (Hicken) Sorarú
- Urtica cypria (H.Lindb.) Hand
- Urtica dioica L.
- Urtica domingensis Urb.
- Urtica echinata Benth.
- Urtica ferox G.Forst.
- Urtica fissa E.Pritz.
- Urtica flabellata Kunth
- Urtica fragilis J.Thiébaut
- Urtica glomeruliflora Steud.
- Urtica gracilenta Greene
- Urtica gracilis Aiton
- Urtica himalayensis Kunth & C.D.Bouché
- Urtica hyperborea Jacquem. ex Wedd.
- Urtica incisa Poir.
- Urtica kioviensis Rogow.
- Urtica lalibertadensis Weigend
- Urtica laurifolia Poir.
- Urtica leptophylla Kunth
- Urtica lilloi (Hauman) Geltman
- Urtica lobata E.Mey. ex Blume
- Urtica macbridei Killip
- Urtica magellanica Juss. ex Poir.
- Urtica mairei H.Lév.
- Urtica malipoensis W.T.Wang
- Urtica masafuerae Phil.
- Urtica massaica Mildbr.
- Urtica membranacea Poir. ex Savigny
- Urtica membranifolia C.J.Chen
- Urtica mexicana Liebm.
- Urtica morifolia Poir.
- Urtica neubaueri Chrtek
- Urtica × oblongata W.D.J.Koch ex Maly
- Urtica papuana Zandee
- Urtica perconfusa Grosse-Veldm. & Weigend
- Urtica peruviana Geltman
- Urtica pilulifera L.
- Urtica platyphylla Wedd.
- Urtica portosanctana Press
- Urtica praetermissa V.W.Steinm.
- Urtica pseudomagellanica Geltman
- Urtica rubricaulis Span.
- Urtica rupestris Guss.
- Urtica sansibarica Engl.
- Urtica simensis Hochst. ex A.Rich.
- Urtica spatulata Sm.
- Urtica spirealis Blume
- Urtica stachyoides Webb & Berthel.
- Urtica subincisa Benth.
- Urtica sykesii Grosse-Veldm. & Weigend
- Urtica taiwaniana S.S.Ying
- Urtica thunbergiana Siebold & Zucc.
- Urtica triangularis Hand.-Mazz.
- Urtica trichantha  (Wedd.) Acevedo &  L.E.Navas
- Urtica urens L.
- Urtica urentivelutina Weigend
- Urtica wallichiana Steud.

In Italia sono presenti le seguenti specie:
- Urtica atrovirens Req. ex Loisel. - ortica verde-scura, perenne, alta tra i 30 e i 90 cm, si trova in Sardegna e in Toscana
- Urtica dioica L. - ortica comune, perenne e alta fino a due metri, è la specie più diffusa e conosciuta
- Urtica membranacea Poir. - ortica membranosa, diffusa in Italia centrale e meridionale
- Urtica pilulifera L. - ortica a campanelli, diffusa nelle zone costiere
- Urtica urens L. - ortica minore, annuale, alta fino a 30 cm, si incontra soprattutto al nord e nelle isole
- Urtica rupestris Guss. - ortica rupestre, endemica della Sicilia, rinvenuta solo in provincia di Siracusa (Valle dell'Anapo, Cavagrande del Cassibile).

## Usi
L’U. dioica, ma anche l’U. urens e altre specie di Urtica, trovano ampio uso nella medicina popolare, nella preparazione di alimenti, nella produzione di fibre tessili e in agricoltura biologica. Tradizionalmente le ortiche sono impiegate nel trattamento di artriti, reumatismi e altre applicazioni che sfruttano le proprietà irritanti dei peli: l'efficacia delle ortiche nel campo medico sono confermate da alcuni studi scientifici. Tessuti in fibra di ortica sono stati trovati in siti risalenti all'età del bronzo.